# Chrysopelea pelias
Chrysopelea pelias är en ormart som beskrevs av Carl von Linné 1758. Chrysopelea pelias ingår i släktet flygormar, och familjen snokar. IUCN kategoriserar arten globalt som livskraftig. Inga underarter finns listade i Catalogue of Life.
Arten förekommer i Sydostasien från södra Thailand till Borneo, Sumatra och mindre öar i regionen.